# Donji Kukuruzari
Donji Kukuruzari és un municipi de Croàcia que es troba al comtat de Sisak-Moslavina.